# Mesopsocus immunis
Mesopsocus immunis is een stofluis uit de familie Mesopsocidae die in heel West-Europa en Hongarije voorkomt.

## Kenmerken
Volwassen vrouwtjes zijn ca.4-4,5 mm; en mannetjes ca.4,5-5,5 mm. De vrouwtjes hebben kleine vleugels (micropterous) en lijken daardoor vleugelloos. De mannetjes hebben lange vleugels (macropterous). De voorvleugels van alle Mesopsocus-soorten zijn kaal. Vier adergedeelten ontmoeten elkaar (bijna), op een punt waar de aderen Rs en M samenkomen.